# Wilfred Jackson
Wilfred Jackson (* 24. Januar 1906 in Chicago; † 7. August 1988 in Newport Beach) war ein amerikanischer Zeichentrickregisseur.
Nach seiner Ausbildung am Otis Art Institute in Los Angeles arbeitete Wilfred Jackson ab 1928 für Disney. Für den Zeichentrickfilm Steamboat Willie entwickelte er ein Verfahren zur Synchronisation von Bildern und Musik. Nach Steamboat Willie führte er bei einigen Kurzfilmen Regie. Hiervon wurden Die Schildkröte und der Hase (1935), Der Vetter vom Lande (1937) und Die alte Mühle (1938) mit dem Oscar für den besten animierten Kurzfilm ausgezeichnet. In Schweden gilt Die Werkstatt vom Weihnachtsmann als Kultfilm. Darüber hinaus arbeitete er Co-Regisseur an einer Reihe von abendfüllenden Disneyfilmen mit. Hierzu zählen unter anderem: Schneewittchen und die sieben Zwerge (1937), Cinderella (1950), Alice im Wunderland (1951), Peter Pan (1953) sowie Susi und Strolch (1955).
Ab 1954 produzierte Wilfred Jackson 13 Folgen von Walt Disneys bunte Welt. 1998 wurde er posthum als eine der Disney Legends geehrt. 